# スイスの歴史
スイスの歴史ではスイス連邦の歴史について述べる。スイス連邦は、1848年以来カントンと呼ばれる州による連邦共和制をとってきた。スイス連邦の原型が作られたのは今から700年以上前のことであるため、見方によっては現存する世界最古の共和国であるということもできよう。連邦が成立する1291年以前の歴史に関しては、本稿では現在のスイス領で起こった歴史的出来事について概説していくこととする。1291年以降、永久盟約によって結成された不安定な連合体がどのように発展・拡大していったかを簡潔にまとめる。

## 1291年以前

### ローマ帝国の衰退まで
スイスの都市クール（ドイツ語: Chur）など5000年以上前の歴史がある。具体的には紀元前3900年から3500年頃のフィン文化（Pfyn culture）まで遡ぼれる。考古学の研究によれば、アルプス北部の低地諸国に人間が住むようになったのは旧石器時代の後期のことである。新石器時代に入ると住民が増え、青銅器時代になると湖上に高床式の家を建てて人々が暮らしていた痕跡が発見されている。紀元前15世紀頃、ケルト人のヘルウェティイ族が住み着いた。当時、今日のスイスに相当する地域を版図としていた政治勢力は、彼らの部族国家と、スイス東部に住んだラエティ人と呼ばれる非ケルト系の集団であった。
紀元前3世紀以降、共和政ローマはイタリア半島の北の守りとして、ヘルウェティイ族の勢力圏に勢力を伸ばしていった。当時のローマ人はこの地域をヘルウェティイ人の部族国家名からラテン語でヘルウェティイ族の土地を意味する「ヘルウェティア」と呼んでいた。紀元前58年、ゲルマン人の圧迫を受けたヘルウェティイ族は西方への民族移動を開始したが、移動によって統治構造のバランスが崩れることを恐れたユリウス・カエサルはこれを実力で阻止すべく進軍。ビブラクテの戦いでヘルウェティイ族を打ち破ってヘルウェティイ族の国を滅ぼし、この地を占拠した。これ以降、ローマ帝国は同国の治安維持と開発による安定化策（ヘルウェティア）を進めた。当時の統治の中心都市はラテン語でアウェンティクム（ラテン語: Aventicum、今日のアヴァンシェ）であった。259年になると、当時のゲルマニア地方の動乱状況を経てゲルマン系の幾つもの古い部族が融合して形成された新興勢力であるアラマンニ人がヘルウェティアに侵入し、ローマ帝国の統治基盤を揺るがした。
4世紀に入ってキリスト教の司教区が初めてスイス地域に設立された。この頃になると西ローマ帝国の統治能力は低下しており、ゲルマン系集団が流入してスイス地域にブルグント王国を築いた。5世紀にローマ帝国がスイスから撤退していくとアレマン人が再びスイスに流入した。ここでアレマン人・ブルグント人・ラエティ人・ランゴバルド人の4民族がスイスで共存するようになり、ドイツ語・フランス語・ロマンシュ語・イタリア語がスイスで用いられる基礎を作った。

### ヴェルダン条約の爪あと
6世紀に入るとスイスはフランク王国の統治下に置かれた。不安定なメロヴィング朝は戦闘民族アレマン人の自治を認めた。8世紀、アレマン公が今でいうバーデン＝ヴュルテンベルク州・アルザス地域圏・スイス北部を含む地域を支配下とし、複雑な住民構成に合わせ『アレマン法典』を編纂・通用させた。843年のヴェルダン条約により、スイスの西部はロタール1世の中フランク王国、スイスの東部はルートヴィヒ2世ドイツ人王の東フランク王国となった。870年、メルセン条約で中フランクからイタリア王国ができた。そこでマジャール人が917年にバーゼル、927年にザンクト・ガレンを破壊した。940年から980年にかけてはイスラム教徒がヴァリスにまで攻めてきた。外寇が度重なった時期に、スイスの諸地域が自立化した。それらはイタリア政策の目標となった。
11世紀までにはスイス全域が神聖ローマ帝国の支配下に入った。12世紀には古ブルグント王国の領域の支配者は神聖ローマ帝国によって封ぜられたシュヴァーベン公からツェーリンゲン家へと引き継がれていた。ツェーリンゲン家はスイスを自らの勢力基盤として整備し、フリブールやベルンといった都市を築いた。1218年にツェーリンゲン家の血統が絶えたことで同家のスイス支配は終わったが、その後を縁戚のキーブルク家が継ぎ、さらにキーブルク家の後を縁戚のハプスブルク家が継いだ。「ハプスブルク」という家名は、同家の祖がスイスのアールガウ地方に築いた城が「鷹の城」（ドイツ語: Habicht burg - ハービヒツブルク、後にSchloss Habsburg）と呼ばれていたことに由来している。ハプスブルク家はスイスで着実に力をつけていった。
13世紀になってザンクト・ゴットハルト峠が開通すると、ヨーロッパの南北を結ぶ交通の要衝、交易ルートとしてスイスの地理的重要性が高まった。特にその通路にあたるウーリ州は交易を利用して経済力をつけた。ツェーリンゲン家が絶え、家領の帰属が神聖ローマ帝国に移ったとき、ウーリは抵当権を自ら買い戻すことで自治権を獲得した。やがてウーリに隣接するシュヴィーツ州・ウンターヴァルデン州も自治権を手にした。ハプスブルク家出身で初めて神聖ローマ皇帝となったルドルフ1世の死後に行われた選挙で、ルドルフの子アルブレヒト1世は神聖ローマ皇帝に選ばれなかった。失意のアルブレヒトは自分の根拠地であるスイスの経営に専念したが、スイス人たちはこのアルブレヒトによって自分たちの権利が失われるのではないかと危惧した。1291年、ウーリ、シュヴィーツ、ウンターヴァルデンの3つの州の代表者たちは集まって対ハプスブルク家自治独立を維持するための永久盟約を結んだ。これがスイス連邦の原型である「原初同盟」（盟約者団）の結成である。このシュヴィーツ州という地名こそが「スイス」の語源となっていくのである。有名なウィリアム・テル（ヴィルヘルム・テル）の伝説はこの時代を舞台としている。

## 原初同盟の成立（1291年-1523年）
伝説では原初同盟（誓約同盟）の結成は「リュトリの野」で行われたとされている。神聖ローマ皇帝ハインリヒ7世の死後、ハプスブルク家のアルブレヒトの息子フリードリヒ（ドイツ王フリードリヒ3世）がバイエルン公ルートヴィヒ（ドイツ王ルートヴィヒ4世）と帝位を巡って争ったが、アルブレヒトを敵視していた原初同盟はバイエルン公を支持した。これに怒ったフリードリヒはハプスブルク家の精鋭を揃えてスイス領内に侵攻したが、1315年のモルガルテンの戦い、1386年のゼンパッハの戦いでスイス農民軍に打ち破られた。こうしてスイスからハプスブルク家の影響力が排除された。
このハプスブルク家との死闘の最中の1353年に最初の3州に加えてグラールス州・ツーク州の両州とルツェルン・チューリッヒ・ベルンの各都市が原初同盟と個々に同盟を結ぶという形で同盟に加わった。こうしてできたのが「八州同盟」である。アッペンツェル戦争（1401年 - 1429年）中の1411年に、アッペンツェル（1403年 - 1597年）は原初同盟と防衛条約を締結した。
1440年代、トッゲンブルク伯領を巡りチューリッヒがシュヴィーツら諸州と争い、分が悪くなってハプスブルク家に接近し同家の帝位を回復した（古チューリッヒ戦争）。この頃ハプスブルク家に近い司教領同盟（1367年成立）など幾多の勢力が、互いに結んで貴族間のフェーデに参加した。1470年代にブルゴーニュ戦争でスイス領内へ侵攻したブルゴーニュ公国のシャルル突進公の軍勢を破ったことと、スイス人傭兵がヨーロッパ全域の戦場で活躍するようになったことで、スイスの国際的な地位は向上した。
1488年にシュヴァーベン同盟が結成され、1499年に皇帝マクシミリアン1世がスイスを勢力下に収めようと侵入したが三同盟と原初同盟からなるスイス軍の前に敗れ（シュヴァーベン戦争）、この勝利によってスイスは神聖ローマ帝国からの事実上の独立を勝ち取り、シュヴァーベン地方ではドイツ農民戦争（1524年 - 1525年）へと向かうことになった。
1501年、バーゼル司教領（1032年 - 1803年）が原初同盟に参加し、カントン・バーゼル（1501年 - 1833年）となる。1506年には教皇ユリウス2世が近衛兵として初めてスイス人傭兵を採用している。この頃、スイスはイタリア戦争などの周辺地域の紛争に干渉したが（ノヴァーラの戦い）、1515年のマリニャーノの戦いでフランソワ1世率いるフランス軍に大敗を喫した。同年、ミュルーズが十都市同盟から盟約者団へ移ってきた。

## 宗教改革の嵐（1523年-1648年）
宗教改革者フルドリッヒ・ツヴィングリは元々1518年にチューリッヒの大聖堂の説教師として招聘された。1523年に始まるツヴィングリの宗教改革運動はチューリッヒ市の政治体制と不可分の政教一致運動でもあった。ツヴィングリの始めた改革運動は他の州にも拡大したが、森林五州と呼ばれる5つの州は従来のカトリック信仰の保持を表明した。プロテスタント諸州とカトリック諸州は争いを避けようと交渉を繰り返したが、自らの力を頼みとするチューリッヒがプロテスタント陣営の中でも独走気味となった。1529年の第一次カッペル戦争はぎりぎりのところで交戦が回避されたが、ついに1531年の第二次カッペル戦争でチューリッヒ軍がカトリック連合軍と激突し、ツヴィングリ自身も戦死した。1531年に和平協定であるカッペル協定が結ばれ、スイスにおいてカトリックとプロテスタントは互いを攻撃することなく共存していく体制を作ることで合意した。ここでは各邦が宗教問題に対応すると決められ、アウクスブルクの和議の先取りとなった。また、この決定により、西南ドイツ都市と締結していた同盟は破棄され、ツヴィングリの死（西南ドイツ都市はルター派の影響下となる）とともにスイスが神聖ローマ帝国から分離していく原因の一つとなった。この頃、ジャン・カルヴァンが指導していたジュネーヴが盟約者団の一員として加わった。1560年、森林五州はサヴォイア公国と同盟した（ボロメオ同盟）。
1602年、サヴォイアがジュネーヴを奇襲したが失敗。1604年、森林五州はヴァリスをカトリック側へ連れ戻した。三十年戦争（1618年-1648年）の前菜に、ユグノーと和解したリシュリューがサヴォイアを攻撃した。また、多くのスイス傭兵の血が流れた。三十年戦争で勇名を馳せたスウェーデン王グスタフ2世アドルフの軍には、多くのスイス人傭兵が参加していた。プロテスタント陣営に優勢をもたらしたグスタフ・アドルフは、スイス人の多勢を占めるゲルマン人とスウェーデン人の祖先を同一視させる政策（古ゴート主義）をとった。この王の死後、フランスでもスイス人の傭兵を得るために同様の政策をとり、スイスの独立を後押しした。三十年戦争の最中、スイスは「武装中立」という立場を初めて公式に宣言した。そして、中立を維持するための国境防衛軍として連邦軍が創設された。

## アンシャン・レジーム（1648年-1798年）
1648年のウェストファリア条約でスイスは法的にも神聖ローマ帝国から独立した。
1653年、ルツェルン・ベルン・ソロトゥルン・バーゼルに属する共同支配地の農民たちが通貨の切り下げに反発して蜂起した。反乱軍はルツェルンとベルンを囲んだが、やがて和解した。1656年と1712年のヴィルメルゲンの戦いで、再び農民が蜂起した。英仏でユグノーが台頭する陰でスペイン・ハプスブルク家は凋落していた。1531年のカッペル協定を打破したいベルンとチューリッヒが、1656年の戦いを利用し軍事的決着を試み失敗した。フォンテーヌブローの勅令が出てプロテスタントの都市邦が一気に経済力を増した。カトリックで工業化したのはゾロトゥルンだけだった。1712年スペイン継承戦争の間隙を縫い、ベルンとチューリッヒがヴィルメルゲンに凄絶な電撃戦を展開した。森林五州を破ってバーデンの共同統治枠から追放し、地理的にオーストリアから切り離した。チューリッヒはスイス東部全域でプロテスタント住民に対する教会裁判権を獲得した。ベルンも行政に関わるようになった。森林五州は講和条約にもかかわらず勝手に五州の同盟を更新し、フランスとも連邦名義で秘密協定を結んだ。このとき森林五州は更新の条件として失われた地方代官区の権限回復を頑なに要求した。これが災いして、スイス連邦全体がフランスと結んでいた本当の同盟がルイ14世の死後に期限切れとなってから約半世紀も更新できなくなった。1781年、ジュネーヴでブルジョワらの間接民主制が成るも、翌年にフランス・サヴォイア・ベルンの連合軍が包囲・陥落した。

## ナポレオン時代（1798年-1848年）
フランス革命が起こると、その影響はスイスへも波及した。フランスの革命軍はオーストリア帝国との戦いを通じてスイスを脅かした。1798年3月にベルンが落とされ、やがて総裁政府がヘルヴェティア共和国を設立した。啓蒙思想の革命家が従来の地方自治制を廃して中央集権政府の確立を目指し、言葉の壁と人材の不足から不徹底に終わった。1800年1月から分権派によるクーデターが続き、財政を困窮させながら共和国は崩れた。
1803年、第1統領のナポレオン・ボナパルトが調停者となり、スイス各州の指導者がパリに集まって協定を結び、スイスは地方自治の体制に戻った（ナポレオン調停法）。このとき、それまで共同支配地とされて格下の扱いだったアールガウ州、トゥールガウ州、グラウビュンデン州、ザンクト・ガレン州、ヴォー州、ティチーノ州が同格のカントンとして同盟の一員に加えられた（新カントン）。
1815年、ナポレオン戦争後のヨーロッパについて協議したウィーン会議で、スイスの独立が改めて確認されると共に、永世中立国として国際的に認められた。このとき、ヴァレー州・ヌーシャテル州・ジュネーヴ州がフランスからスイス連邦に返還された。フランスの逆襲に備え、スイスはサルデーニャ王国の上サヴォイア地方の中立を保護する役を与えられた。失地として、ミュルーズがアルザスに編入された。グラウビュンデンのアルプス南側にある3つの代官区も、285年に及ぶ自治権を奪われイタリア王国に組み込まれた。この年に画定された国境線は今でも維持されている。同年、新旧カントンの妥協により同盟規約が成った。カントン間の軋轢は狭い国土に非関税障壁を蔓延らせた。この頃にスルザーなどが創業した。
フランスの7月革命をきっかけに、およそ半数のカントンでブルジョワの改憲運動が起こった。ここから同盟規約が綻びだした。1841年、アールガウの急進派政府が一度に8つの修道院を廃止した。これは同盟規約の第12条に真っ向から違反した。盟約者団会議は4つの女子修道院を救済したが、しかしカトリックが劣勢であることに変わりなかった。1844年にイエズス会を招いたルツェルンには周囲のカントンから義勇軍が殺到した。義勇軍はルツェルン市民の決意を挫くことができなかった。するとスイス全土が無政府状態に陥った。カトリック派のカントンは1845年12月に保護同盟を結成した。

## スイス連邦の成立（1848年-1914年）
1847年、カトリック諸州とプロテスタント諸州の緊張状態が紛争に発展した。自由主義の気運の高まりと進展に危機感を抱いたカトリック諸州が同盟規約を保護する同盟を結び（1845年）、盟約者団が同盟の解散を命じたため、争いになったのである。紛争は1ヶ月続き、100名余りの犠牲者が出た（「分離同盟戦争」）。ユグノーによるスイス支配体制の確立は「1848年革命」へと発展し、ウィーン体制が事実上崩壊した。そしてフランスがスイスに対する影響力をつけていった。
内戦の結果、1848年に連邦制度が採択された。各州の代表からなる連邦議会が防衛、通商、憲法に関する事項を扱い、それ以外は全て各カントンに委ねられた。このとき出来たスイス連邦の基本的な枠組みは、現代まで維持されている。
従来フリードリヒ・ヴィルヘルム4世がプロイセン国王とヌーシャテル侯を兼ねていたが、1848年の革命でヌーシャテルが奇襲により共和国となった。1856年、ヌーシャテルで王党派の反革命運動が起こり指導者が断罪された。プロイセン王国は彼らを見殺しにできず派兵した。ナポレオン3世の仲裁で、ヌーシャテルは共和制を維持する代わりに王党派を逃がした。この年、クレディ・スイスが創業した。1860年サヴォワがイタリア統一の駆け引きによりフランスへ移譲された。これをスイスは阻止できなかった。1862年、スイス・ユニオン銀行（現UBS）が創業した。1864年、赤十字を創設した。1865年、ラテン通貨同盟と万国電信連合に参加した。普仏戦争においては中立維持のため全軍を総動員したが、その経費を削るため大部分の動員を解かなくてはならなくなった。このときフランス軍がドイツ軍に押されて国境を侵犯し、この疲弊した部隊8万7千人をスイスが保護した。
ドイツもスイスを巡る交で巻き返しを見せた。1874年、スイスを万国郵便連合に加盟させたのである。1882年ドイツは三国同盟を編み上げ、スイスを地理的に包摂する構えをとった。三国同盟のドイツとイタリアに挟まれて、スイスは鉄道政策を巡る緊張状態に置かれた。ゴッタルド鉄道トンネルの敷設をバスラー銀行（現UBS）などが支援した。

## 2つの世界大戦（1914年-1945年）
第一次世界大戦と第二次世界大戦では中立ゆえに全ての陣営がスイスを舞台に国際諜報・外交・通商を行った。スイスは政治難民たちの避難地ともなった。1917年に始まったダダイスムの動きは戦争に対する文化的反応ともいうべきもので、スイスに逃れてきた芸術家たちによって推進された。レーニンもチューリヒに逃れていたが、そこから直接ペトログラードに向かってロシア革命を指導した。1919年、カトリック保守派が二人の大臣を出した。そして1873年以来絶えていた教皇庁との外交関係も回復した。1920年、国民投票で非ドイツ語圏が賛成に回り、スイスは国際連盟の一員となった（1938年脱退）。
化学工業が生産力を持て余した戦間期、ナチスはスイス国内で反ユダヤ主義の扇動を行った。その立役者となったヴィルヘルム・グストロフはユダヤ人の若者に射殺され、故郷のドイツで国葬されている。1932年、ファシストを糾弾する左翼とスイス軍の部隊がジュネーヴで衝突している。あらゆる政策を巡り国民投票が連続し、どれも否決されていった。1935年、スイス・フランを切り下げた。1938年、絶対中立を認められた。しかしナチス・ドイツがポーランドに侵攻して第二次世界大戦が勃発した事で、スイスでも緊張が高まり43万人の民兵が兵役に動員され、アンリ・ギザン陸軍大将のもとで非常体制がとられた（軍最高司令官による統治体制は非常時のみ行われる）。1940年5月11日、ドイツがベルギーに侵攻すると、スイスでは国民総動員の態勢がとられ、史上初めて15,000人の女性兵士も動員された。スイスは中立を標榜していたため、難民の受け入れはしていなかったが、それでも26,000人のユダヤ難民を受け入れている（ただし、同時に相当数のユダヤ人の入国を拒否した事や、密入国を許可した警察担当者が戦後になって有罪となった事実もある）。連合軍はスイス側のドイツ寄りの中立を牽制するためか、チューリヒやバーゼルなどの国境の都市に空襲（表向きは誤爆としている）を行っており、1944年4月1日に行われた米軍によるルートヴィヒスハーフェン・アム・ラインへの空爆では、スイス領のシャフハウゼンへの誤爆を引き起こし、40名の死者を出している（第二次世界大戦中のスイスへの空襲）。また、しばしば両陣営の航空機による領空侵犯が行われており、空軍が出動して強制着陸を行わせるなどした他、戦闘も発生している。
1940年から44年にかけて、スイスの国境に隣接する地域は全てドイツとその同盟国であるイタリアに占領されており、この時期のスイスは枢軸国によって生殺与奪の権利を握られていた事情もあった。実際にドイツはフランス降伏後、極秘裏にスイス侵攻作戦（タンネンバウム作戦）を計画していたが、実行されなかった。このような状況下において、スイス政府としては「中立違反」の非難を受けたとしても、ドイツ側とある程度の妥協をせざるを得ない側面もあった。
大戦末期、1945年初頭のマニラの戦いにおいて、戦闘に巻き込まれた在比スイス人が多数死亡する事案が発生したことで、スイス政府は日本との断交を検討したが結果的に見送られ、8月14日のポツダム宣言受諾の連合国への通知は、スイス政府を仲介して行われた。
大戦中にスイス銀行が金を中心とするナチスの資産の隠し場所となったことが戦後に明らかとなり、1995年から2000年にかけて詳細な調査が行われた。スイスのこの行為は重大な中立違反であるとして国際的な非難を受けた。ナチスの資産と称するものはほとんどが迫害したユダヤ人から巻き上げたものだったといわれている。スイスは1952年に旧連合国側に対して中立違反の賠償金を支払っているが、1999年にアメリカのホロコースト基金に対し、改めて12億ドルを支払っている。

## 1945年以降のスイス
ネスレなどが戦後景気を享受し、土地投機が野放しにされた。スイスは原子爆弾（原爆）の製造と所持を検討し、連邦工業研究所のポール・シェラー博士に計画の作成を依頼した。しかし、1958年の国民投票で原爆不保有が決まり、計画は破棄された。1959年の国民投票で婦人参政権案が否決された。連邦議会から選出を受ける連邦参事会は同年以降、4つの政党の代表者によって構成されている。プロテスタントの自由民主党、カトリックのキリスト教民主党、左派の社会民主党、右派の国民党である。
1960年5月3日、イギリス・オーストリア・スウェーデン・デンマーク・ノルウェー・ポルトガル・スイスの7か国で欧州自由貿易連合を結成し、外国人労働力を導入した。これがもとで世界中へ瞬く間に投資信託が広まった。1963年5月6日、スイスは欧州議会に参加した。スイスは中立を国是としているが、国際的な承認を得続けるために国際活動には積極的に参加している。1971年の国民投票で女性の参政権を認めた。1979年、ベルン州の一部が独立してジュラ州となった。1984年、Elisabeth Koppが連邦閣僚に選ばれた最初の女性となる。財界との癒着を指弾する世論によって、彼女は1989年に降ろされた。
1985年、総人口に占める農民の割合が1940年には20％だったものが5％となって、スイスが農民連合であった面影は失われていた。1990年、冷戦で連邦検察庁が不審な市民のブラックリストを作成していた事実が公となった。一民間団体がロマを半世紀近く軟禁できる国であり、個人情報の漏洩は公然の秘密であった。
戦後、何度か国際連合加盟の是非を問う国民投票が行われたが、賛成票が必要数に満たず見送られていた。しかし、2002年の投票で賛成派が可決数を超えたことで加入した。スイスは国民投票によって国際連合への加入を決定した唯一の国である。ただ、依然としてEUには加入していない。1995年、オーストリアのEU加盟によって、リヒテンシュタインを除く全ての国境をEU加盟国に囲まれることになった。2004年10月26日、シェンゲン協定に加盟（2008年12月12日に施行）し、シェンゲン圏に入った。